# Joseph Cowen
Joseph Cowen, född 1829, död 18 februari 1900, var en brittisk politiker.
Cowen gjorde sig tidigt bemärkt genom sin stora vältalighet och stora ungdomliga entusiasm över frihetsrörelserna på 1840-talet. 1874 invaldes Cowen i underhuset som liberal men visade sig oförmögen att underordna sig någon partidisciplin. Som ägare till tidningen The Newcastle Daily Chronicle utövade han ett stort inflytande i Norra England.